# Boavita (ort)
Boavita är en ort i Colombia.   Den ligger i departementet Boyacá, i den centrala delen av landet, 250 km nordost om huvudstaden Bogotá. Boavita ligger 2 167 meter över havet och antalet invånare är 3 749.
Terrängen runt Boavita är bergig åt nordost, men åt sydväst är den kuperad. Runt Boavita är det ganska glesbefolkat, med 45 invånare per kvadratkilometer. Närmaste större samhälle är Soatá, 10,8 km väster om Boavita. I omgivningarna runt Boavita växer i huvudsak städsegrön lövskog.